# Aechmea miniata
Aechmea miniata är en gräsväxtart som först beskrevs av Johann Georg Beer, och fick sitt nu gällande namn av John Gilbert Baker. Aechmea miniata ingår i släktet Aechmea och familjen Bromeliaceae. Inga underarter finns listade i Catalogue of Life.

## Bildgalleri

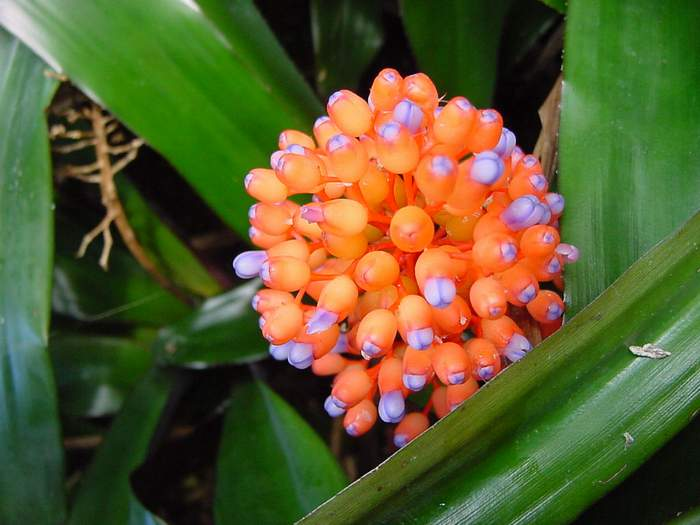
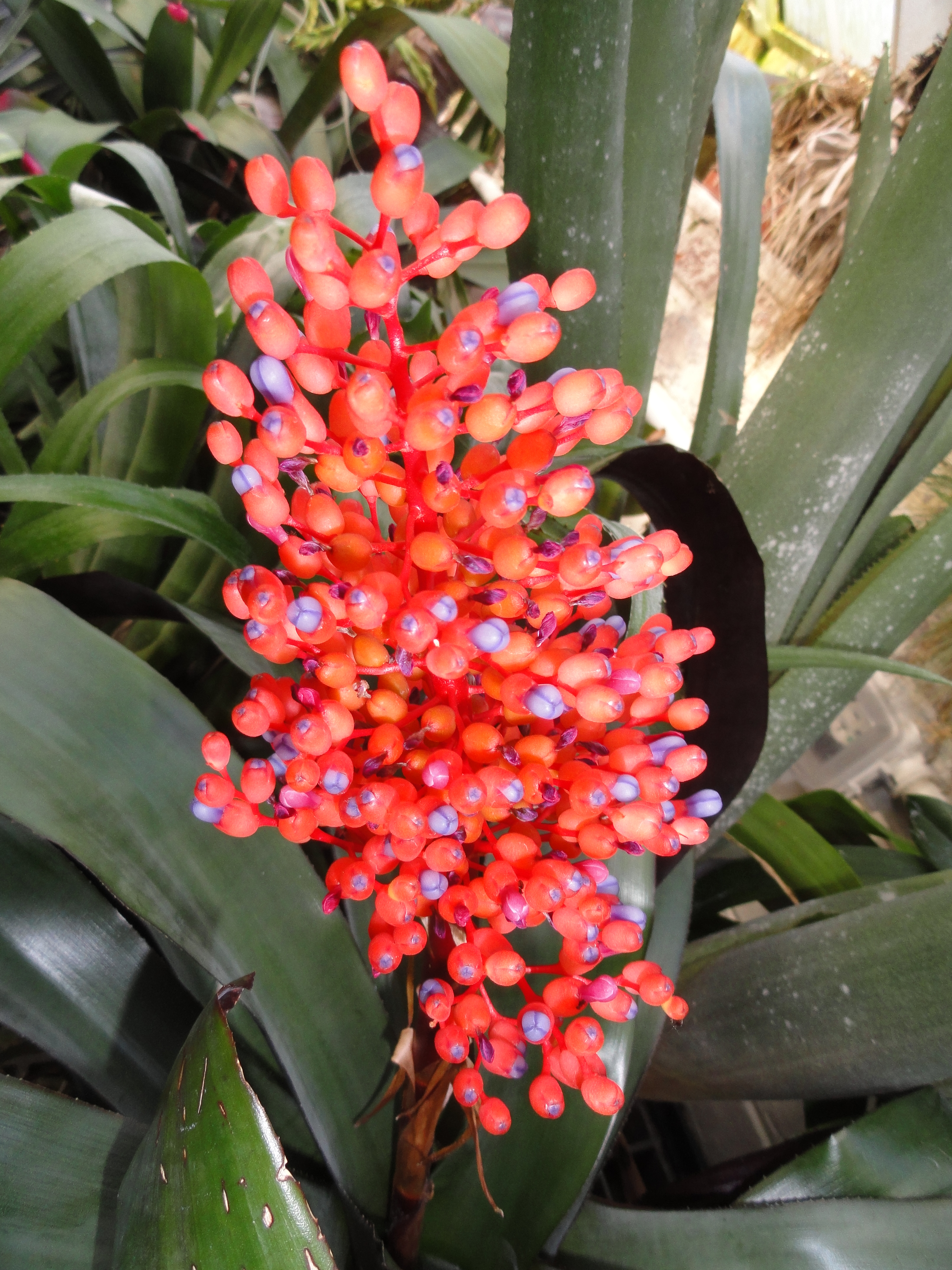